# Last Days of Eden
Last Days Of Eden es una banda española de metal sinfónico procedente de Lugones, Asturias, formada a principios del año 2013 por Dani G. y Lady Ani, como un proyecto de estudio en el que explorar nuevos senderos musicales, al que en un principio se unirían Jorge Ruiz como bajista y Manuel Morán a la batería.

## Historia
Meses después de grabar las primeras ideas, debido a incompatibilidad de horarios, Jorge Ruiz abandonaría la banda, y entraría a formar parte como nuevo bajista, Adrián Huelga, compañero de Dani G. en Darksun. Con esta formación ofrecerían sus primeros conciertos, y no sería hasta finales del año 2013 cuando se uniría a la formación el teclista asturiano, Juan Gomes.
El 13 de abril de 2014 la banda publica el primer sencillo, Paradise, y anuncia la salida de su primer EP, titulado «Paradise», compuesto de 6 temas, para el día 7 de mayo de 2014. A mediados de 2014 se une a la banda Gustavo Rodríguez como gaitero.
Ya en el año 2015, anuncian la salida de Manuel Morán, y entra a formar parte de la banda Alberto Ardines, conocido por haber formado parte de las legendarias bandas de power metal, Warcry y Avalanch. El 16 de mayo firman su primer contrato con el sello alemán Pride & Joy Music. El 19 de octubre la banda anuncia la fecha de salida de su álbum debut, «Ride The World», para el 27 de noviembre. Para el primer single del álbum, Invincible, sería publicado un video oficial el día 2 de diciembre. El segundo single, The Piper's Call, es también publicado como video oficial el día 23 de abril de 2016. Con este álbum realizan su primera gira por territorio europeo, siendo todo un éxito para la banda. Posteriormente la formación anuncia la partida de Alberto Ardines por motivos laborales, y de Gustavo Rodríguez, uniéndose al grupo Christian Bada como batería, y Pindy Díaz a la gaita y whistles.
El 21 de febrero de 2017 editan un disco paralelo de corte más celta titulado «Traxel Mör», que incluye temas de «Ride The World» y temas nuevos cantados en asturiano, del cual publicarían un lyric video del tema La Lluna Brilla. Durante este año se incorpora a la formación la violinista Sara Ember, y abandona la banda Christian Bada, entrando en su sustitución el reputado batería, Leo Duarte, ex-Alquimia.
El 16 de febrero de 2018 la banda reveló que «Chrysalis» sería el título de su nuevo álbum, así como el tracklist y portada del mismo. El 23 de febrero se publica el sencillo «Falling in the Deep», y el 23 de marzo sale a la luz finalmente «Chrysalis», bajo el sello discográfico Pride & Joy Music. Tras la publicación del álbum, se anuncia el fichaje de Andrea Joglar, que se ocuparía desde ese momento de las gaitas y flautas, y la salida de Pindy Díaz.
Su estilo musical sinfónico, incluye además aires de power metal y folk metal, sacando un sonido muy similar a las entregas más recientes de Nightwish.

## Miembros
- Lady Ani - voz femenina
- Dani G. - guitarras y voz masculina
- Juan Gomes - teclados
- Adrián Huelga - bajo
- Leo Duarte - batería
- Sara Ember - violín
- Andrea Joglar - gaitas y whistles

### Antiguos miembros
- Jorge Ruiz - bajo
- Manuel Morán - batería
- Alberto Ardines - batería
- Christian Bada - batería
- Gustavo Rodríguez - gaitas
- Pindy Díaz - gaitas, whistles y flautas.

## Discografía

### EP
- Paradise - 2014

### Discos de estudio
- Ride The World - 2015
- Traxel Mör - 2017
- Chrysalis - 2018
- Butterflies - 2021

### Sencillos/Videos musicales
- Paradise - 2014
- Invincible - 2015
- Here Come The Wolves (video lyric) - 2015
- The Piper's Call - 2016
- Ride The World (road movie) - 2016
- La Lluna Brilla (video lyric) - 2017
- Falling In The Deep - 2018